# Acanthophyllum stewartii
Acanthophyllum stewartii là loài thực vật có hoa thuộc họ Cẩm chướng. Loài này được (Thomson ex Edgew. & Hook.f.) Barkoudah mô tả khoa học đầu tiên năm 1962.